# Marco Aurelio Balbis Bertone
Marco Aurelio Balbis Bertone (Chieri, 2 giugno 1725 – Novara, 17 maggio 1789) è stato un vescovo cattolico italiano.

## Biografia
Marco Aurelio Balbis Bertone nacque a Chieri il 2 giugno 1725. Dopo aver compiuto gli studi, nel 1749 ottenne la laurea in teologia a Torino.
Venne nominato vescovo di Novara il 3 gennaio 1757; ivi svolse un'intensa attività pastorale, testimoniata dai 73 tomi di Atti di Visita ancora oggi conservati presso l'Archivio Storico Diocesano di Novara. Nel 1778 celebrò un Sinodo per la propria diocesi, e successivamente fondò il seminario di Gozzano, potenziando quello già attivo di Novara. 
Con il suo episcopato ebbe termine l'alta signoria (ovvero la quasi sovranità e superiorità feudale) dei vescovi sulla Riviera di San Giulio e Orta, su Gozzano e la sua Pieve e su Soriso. Egli infatti cedette al Regio Patrimonio del Regno di Sardegna tutti i suoi diritti su quei territori con atto rogato il 15 giugno 1767 (approvato con rescritto da re Carlo Emanuele III datato 19 giugno 1767 e da papa Clemente XIII con bolla pontificia datata 18 luglio 1767). Mons. Balbis Bertone venne retroinfeudato per sé e per i suoi successori in perpetuo - senza cioè bisogno di rinnovare mai l'investitura - di San Giulio e Orta con il titolo di marchese con lettere patenti datate 17 giugno 1767. Egli ottenne, poi, l'erezione del feudo a principato con lettere patenti datate 19 ottobre 1767: da allora egli e i suoi successori si intitolarono "principi di San Giulio e Orta".
Tra le località comprese nella Riviera di San Giulio vi era anche Vespolate. Il marchese milanese Paolo Caroelli di Nibbiola e Garbagna, il quale aveva ereditato dal proprio padre il feudo di Vespolate (del quale la sua famiglia riceveva investitura con il titolo di signore dal vescovo di Novara), refutò questo feudo al Regio Patrimonio del Regno di Sardegna in data 31 luglio 1767. Mons. Balbis Bertone ottenne dalla Corna la concessione e l'infeudazione di Vespolate con lettere patenti datate 31 luglio 1767, venendone investito con il titolo di marchese per sé e per i propri successori con lettere patenti del 31 agosto 1767.
Morì a Novara il 17 maggio 1789 e fu sepolto in cattedrale.

## Genealogia episcopale
La genealogia episcopale è:
- Cardinale Scipione Rebiba
- Cardinale Giulio Antonio Santori
- Cardinale Girolamo Bernerio, O.P.
- Arcivescovo Galeazzo Sanvitale
- Cardinale Ludovico Ludovisi
- Cardinale Luigi Caetani
- Cardinale Ulderico Carpegna
- Cardinale Paluzzo Paluzzi Altieri degli Albertoni
- Papa Benedetto XIII
- Papa Benedetto XIV
- Cardinale Giorgio Doria
- Vescovo Marco Aurelio Balbis Bertone